# Joseph Diestel
Joseph Diestel (ur. 27 stycznia 1943 w Westbury, zm. 17 sierpnia 2017 w Kent) – amerykański matematyk zajmujący się teorią przestrzeni Banacha oraz miarami wektorowymi.

## Życiorys
Studiował matematykę na University of Dayton. Doktorozyował się w 1968 na Catholic University of America na podstawie rozprawy pt. An Approach to the Theory of Orlicz Spaces of Lebesgue-Bochner Measurable Functions and to the Theory of Orlicz Spaces of Finitely Additive Vector-Valued Set Functions with Applications to the Representation of Multilinear Continuous Operators napisanej pod kierunkiem Witolda Bogdana.
Współautor twierdzenia Diestela-Faires.

## Książki
- Geometry of Banach spaces – Selected Topics, Springer, 1975.
- Vector Measures. Rhode Island: American Mathematical Society, 1977 (wspólnie z J. J. Uhlem, Jr.).
- Sequences and series in Banach spaces. Graduate Texts in Mathematics. Springer-Verlag, 1984. ISBN 0-387-90859-5.